# Station Nevers
Station Nevers is een spoorwegstation in de Franse stad Nevers.
Het station wordt bediend door treinen van de TER Bourgogne-Franche-Comté en, door de Intercités naar Parijs (Paris-Bercy).